# سيكارد من بينيفينتو
كان سيكارد (توفي 839) أمير بينيفنتو منذ 832. كان آخر أمير على بينيفنتو الموحدة والتي غطت معظم جنوب إيطاليا. انحدرت الإمارة مع وفاته إلى حرب أهلية قسمتها بشكل دائم (ما عدا فترة قصيرة جدًا تحت حكم باندولف الرأس الحديدية 977-981). كان ابن وخليفة من سيكو من سبوليتو.